# Csuha Lajos
Csuha Lajos (Himesháza, 1947. július 26. –) Aase-díjas magyar színész, rockzenész, zeneszerző. A magyar rocktörténet számos nagy pillanatának szereplője, alakítója. A Jézus Krisztus szupersztár magyarországi ősbemutatójának címszereplője, az első magyar rockopera, a Sztárcsinálók premierjén Péter apostol szólamát énekelte. A Rock Színház alapító tagja.

## Életút
Faipari középiskolát végzett, de sok kortársához hasonlóan őt is rabul ejtette a hatvanas évek zenéje, és annak emblematikus hangszere, a gitár. A színpaddal is ebben az időben ismerkedett meg, tagja volt a Magyar Hajó és Darugyár színjátszó csoportjának. Katonatársa volt Sankó László, a legendás Atlantis basszusgitárosa, énekese. Leszerelésük után Hőnig Rezsővel megalakították a Sankó Beat Groupot, melynek tagja volt Radics Béla is. Sankó 1968 elején visszalépett az Atlantis együttesbe, a zenekar kiegészült Harmath Alberttel és Miklóska Lajossal, és felvette a Sakk-Matt együttes nevet. Később Demjén Ferenc is énekelt itt.
Az elsők között játszottak Cream- és Jimi Hendrix-számokat. A bemutatkozó koncerten – 1968. május 1. – több mint tízezer néző került extázisba a Budai Ifjúsági Parkban, a következő évben felléptek a Tabánban, a későbbi monstre koncerteket megelőző összejövetelen is. A szinte tökéletes zenei feldolgozások mellett újszerű volt a színpadi mozgásuk, létezésük is. Az együttes állandó törzshelye, klubja a Danúvia Művelődési házban volt. Minden hétvégén telt ház előtt koncerteztek. A sikerek ellenére komoly emberi és művészi konfliktusok indukálódtak a tagok között és 1969. december 25-én a Kassák Klubban tartott bulival búcsúztak a közönségtől.
1970-ben Miklóska Lajossal és Dancsák Gyulával megalapították a Korong együttest. Később Hőnig Rezső is csatlakozott a zenekarhoz. A társasághoz tartozott Miklós Tibor, aki a Sakk-Matt után a Korong együttesnek is írt dalszövegeket. Az ő ötlete volt a Jézus Krisztus szupersztár bemutatása oratorikus formában. A zenei alapokat a Korong együttes adta. A magyar rocktörténeti bemutatón, 1972. január 18-án a címszerepet Csuha Lajos énekelte. A zenészek közül Miklóska Lajos Júdást, Dancsák Gyula Kajafás szólamát énekelte. Először énekelte Magyarországon Mária Magdolna szerepét Bódy Magdi, Heródest Harmath Albert, valamint Pilátust Póka Balázs. Ezt követően az együttesre tiltás várt, de a Szupersztárt még számtalanszor eljátszották. Felfigyelt rájuk a színházi szakma. Előbb Kazán István szerződtette őket a Bartók Színházba, ahol több darab zenéjét is Csuha, illetve az együttes jegyezte. 1975-ben az Operettszínháztól kaptak szerződést. Itt is írtak saját művet is. A Korong két teljes és egy féloldalas kislemezt adhatott ki.
A következő stáció: 1980. augusztus 14., margitszigeti Vörösmarty kertmozi, az Evita magyarországi ősbemutatója. Miklós Tibor és társai különleges engedély birtokában bemutathatták Webber és Tim Rice művét. A már-már reménytelennek tűnő vállalkozás mellett – több rendező és színész a próbafolyamat közben feladta – Csuha Lajos végig kitartott az ügy és egy karakterszerep megformálása érdekében. Ezek után természetes, hogy a Rock Színház születése körül szorgoskodó csapat tagja maradt. Az első magyar rockopera, a Sztárcsinálók bemutatóján az egyik – különleges hangi adottságokat követelő – főszerep alakítója. Énekes színésszé érését a Bábjátékos című „poperett” címszerepével bizonyította.
A nagy álom, a Rock Színház stabilizálása nem sikerült. Többen az Fővárosi Operettszínházhoz igazoltak. Csuha Lajos 2009-ben is a társulat tagja, karakterszerepek hiteles alakítója.
Rocktörténeti együttesei kevés felvételt készíthettek. Színházi szerepeit azonban számos audio-, illetve DVD-felvétel őrzi.
Szinkronizált filmjeinek száma ezer körüli. Rajzfiguráknak is kölcsönözte hangját, többek között a Nyócker!, a Macskafogó 2 és az Ének a csodaszarvasról című filmekben.
Felesége, Sz. Nagy Ildikó színésznő, kivel közel három évtizede azonos társulat tagjai. Lányuk, Csuha Borbála a szülők hivatásának folytatója.

## Szerepei

### Színház
A Rock Színházban
- Webber–Tim Rice:
  - Jézus Krisztus Szupersztár (Címszerep, Heródes, Pilátus)
  - Evita (Dolan)
- Várkonyi Mátyás-Miklós Tibor: Sztárcsinálók (Péter apostol)
- Kemény Gábor-Kocsák Tibor-Miklós Tibor: A krónikás[Mj. 1] (Jósafát, Saul szelleme)
- Várkonyi Mátyás-Béres Attila: Bábjátékos (Címszerep)
- Claude-Michel Schönberg: Nyomorultak (Thenardier)
- Benny Anderson-Björn Ulvacus-Tim Rice: Sakk (Bíró)
- Várkonyi Mátyás: Dorian Gray[Mj. 2] (Basil)

A Fővárosi Operettszínházban
- Gerard Presgurvic:
  - Rómeó és Júlia (Capulet)
  - Elfújta a szél (dr. Meade)
- Sylvester Lévay:
  - Elizabeth (Grünne gróf)
  - Mozart (Fridolin Weber, Thorwald)
  - Rebecca – A Manderley-ház asszonya (Giles)
  - Marie Antoinette – Boehmer
- Alan Menken: Szépség és szörnyeteg (Maurice, Belle papája)
- Kocsák Tibor-Somogyi Szilárd-Miklós Tibor: Abigél (Mráz úr, az üveges)
- Szakcsi Lakatos Béla-Müller Péter Sziámi-Kerényi Miklós Gábor: Szentivánéji álom (Vackor)
- Tamási Áron-Tolcsvay László: Ördögölő Józsiás (Lámsza, Tündérország öreg királya)

### Film
- Sacra Corona (2001)
- Kisváros (1998–2000)
- Argo (2004)
- Csak szex és más semmi (2005)
- Made in Hungaria (2009)
- Mintaapák (2020–2021)

### Film szinkronszerepei
| Cím                 | Szerep         | A szinkronizált színész |
| ------------------- | -------------- | ----------------------- |
| A szerelem diadala  | Napoleón Bravo | Manuel «Flaco» Ibáñez   |
| Elpusztíthatatlanok | Építésvezető   | Norman Alden            |
| Miami Vice          | Izzy Moreno    | Martin Ferrero          |
| A sebhelyesarcú     | Alejandro Sosa | Paul Shenar             |
| Feriha              | Riza Yilmaz    | Metin Çekmez            |
| Arany a prérin      | Chris          | Goffredo Unger          |

### Animációs film szinkronszerepei
| Cím                                                   | Szerep                                    | Eredeti hang            |
| ----------------------------------------------------- | ----------------------------------------- | ----------------------- |
| Asterix és Kleopátra                                  | Asterix (2.szinkron)                      | Roger Carel             |
| Asterix és Cézár ajándéka                             | Asterix (2.szinkron)                      | Roger Carel             |
| Asterix Britanniában                                  | Asterix (2.szinkron)                      | Roger Carel             |
| Asterix és a nagy ütközet                             | Asterix (2.szinkron)                      | Roger Carel             |
| Frédi, a csempész-rendész                             | ének (2.szinkron)                         | ?                       |
| Ásó, kapa, ürömapa vagy így lesz az ősember nős ember | zongorista (2.szinkron) ének (2.szinkron) | Brian Stokes Mitchell ? |
| Volt egyszer egy stúdió                               | Tik-Tak úr                                | Bob Joles               |

### Sorozatbeli szinkronszerepek
- Csillagkapu (A nyolcadik csapás) – Timothy Harlow
- Kalandra fel! – Jégkirály
- Miraculous – Katicabogár és Fekete Macska kalandjai – Fu mester
- Rolie, Polie, Olie – Apci
- Gorcsok és Gumblik –  Happi
- A fiúk a klubból – Vic Grassi
- Tom és Jerry új kalandjai – Bevársárló központ igazgatója,Cirkusz igazgatója,Rendőrfőnök,J. Grab Freely (2.szinkron)
- Tom és Jerry-show – Mufurc, Pecos
- Oxfordi gyilkosságok – Reginald Bright
- Szulejmán: VII. Kelemen pápa – Alp Öyken
- Csészefej és Bögrearc – Kanna bácsi
- Legyőzhetetlen (televíziós sorozat) - Thaedus
- GhostForce - Pascal professzor
- Star Wars: A klónok háborúja – Lama Su, Kilian admirális
- Star Wars: A Rossz Osztag – Lama Su
- Andor – Willi, Grenwig
- Family Guy – Mikulás (2. hang), Ezékiel, Dr. Cecil Pritchfield

## Videojáték szinkron
God of War (nem hivatalos, rajongói szinkron) - Mimir

## Színpadi szerző, társszerző
- Perbefogott diák
- Mesterházi Lajos: Férfikor[Mj. 3]
- Békés Itala: Trallala és Lallala
- Rejtő Jenő-Miklós Tibor: Ellopott futár

## Kép és hang
- Szerepek és képek
- Interjú a Dankó Rádióban 2021. augusztus

## Elismerései
- Aase-díj (2008)
- Honthy-díj (2023)[1]

## Diszkográfia
- Sztárcsinálók – Péter apostol (SLPX 17702 Az ősbemutató keresztmetszete /1982)
- A krónikás – Jósafát, Saul szelleme (SLPM 17904-905 /1985)
- Jézus Krisztus szupersztár – Heródes (SLPM 37045 keresztmetszet /1986)
- Evita – Trösztmenedzser (SLPM 17903 keresztmetszet /1986)
- Sztárcsinálók – Péter apostol (CD 068090-2 /1994)
- Rómeó és Júlia – Capulet (CD /2004)
- Rómeó és Júlia – Capulet (DVD /2006)
- Sakk-Matt koncert 1968[Mj. 4]